# Vĩnh Định, Trương Gia Giới
Vĩnh Định (chữ Hán giản thể: 永定区) là một quận thuộc địa cấp thị Trương Gia Giới tỉnh Hồ Nam Cộng hòa Nhân dân Trung Hoa. Quận này có diện tích 2174 ki-lô-mét vuông, dân số năm 2003 là 420.000 người. Về mặt hành chính, quận Vĩnh Định được chia thành 6 nhai đạo, 9 trấn, 12 hương.
- Nhai đạo: Vĩnh Định, Đại Dung Kiều, Tây Khê Bình, Quan Lê Bình, Sùng Văn.
- Trấn: Nam Trang, Tân Kiều, Ôn Đường, Giáo Tự 垭, Đại Bình, Nguyên Cổ Bình, Duẫn Gia Khê, Hậu Bình, Dương Hồ Bình, Vương Gia Bình.
- Hương: Tam Gia Quán, Sa Đề, Phong Xuân Cương, Hợp Tác Kiều, Song Khê Kiều, Tạ Gia 垭, Thanh An Bình, La Tháp Bình, La Thủy, Kiều Đầu, Tam Xã, Tứ Đô Bình.